# チャールズ・バーノン・ボーイズ
サー・チャールズ・バーノン・ボーイズ（Sir Charles Vernon Boys、1855年3月15日 - 1944年3月30日）は、イギリスの物理学者であり、慎重かつ革新的な実験によって知られる。

## 生涯
ボーイズは、ラトランド州ウィング村のイングランド国教会の牧師の第8子であった。マールボロー大学 (Marlborough Collegeと王立鉱山学校 (Royal School of Mines) で教育を受け、そこでフレデリック・ガスリー (Frederick Guthrie) から物理学を学び、鉱物学と冶金学の学位を取得するかたわら高等数学を独学で身につけた。鉱山学校の学生時代、関数の積分を計算して作図する装置（「インテグラフ」と彼は名づけた）を発明した。石炭産業にしばらくのあいだ携わったのち、ガスリーから「実験助手」にならないかとの申し出を受けた。
ボーイズは溶融石英の繊維でできたねじり天秤を発明し、極度に小さな力まで測定できるようにしたことで科学者として認められることになった。また彼は1マイル以上離れたところにある一本のロウソクの光にさえ反応できる放射計を発明し、天文観測のためにこの装置を使用した。1895年、ボーイズはヘンリー・キャヴェンディッシュによるキャヴェンディッシュの実験に基づいて算出された値よりも正確な万有引力定数Gの測定値を発表した。
熱量測定に関するボーイズの研究は、体積よりもエネルギー容量によって天然ガスの価格を決定するために政府によって活用された。さらにボーイズは高速度写真撮影についても研究し、石鹸の膜がもつ特性に関する一般講義も行ない、この講義は『シャボン玉の科学：その色と玉を形成する力について』 ("Soap Bubbles: Their Colours and the Forces Which Mould Them") という本にまとめられ、今日でも版を重ねる一般大衆向け科学解説書の古典となった。『シャボン玉の科学』の初版は1890年、第2版は1911年に刊行された。この本はフランスの作家アルフレッド・ジャリに深く影響を与え、ジャリは1898年に不条理小説『フォーストロール博士言行録』 ("Exploits and Opinions of Dr. Faustroll, pataphysician") を著しているが、63歳で出生して篩（ふるい）に乗って海を渡るこの小説の主人公はボーイズの友人として描かれている（パタフィジックス (’Pataphysics) を参照）。

## 栄誉
ボーイズはサウス・ケンジントンの王立科学学院 (Royal College of Science) の教授を1889年から1897年まで務め、ロンドン大学の試験官にもなった。1888年には王立協会会員に選出され、1935年にはナイトの称号を授けられた。同協会から1896年ロイヤル・メダル、1924年ランフォード・メダル、フランクリン協会から1939年エリオット・クレッソン・メダルを受賞。